# یوحنا افسوسی
یوحَنا اِفِسوسی (به انگلیسی: John of Ephesus) در آمیدا در حدود سال ۵۱۶ میلادی زاده شد. او اگرچه یک مونوفیزیت بود، به دلیل پشتیبانی  ملکه تئودورا در آن دوره می‌توانست به مقامات بالا برسد. از این رو به امپراتور ژوستینین یکم نزدیک شده و ماموریتهای مهمی از او در لیدیه و کاریه و فریگیه دریافت کرد و مدتی به عنوان اسقف افسوس به خدمت پرداخت و در بازگشت به پایتخت مأمور تفتیش و تجسس در مسئولان به ظاهر مسیحی که در خفا آیینهای مشرکانه غیرمسیحی به جای می‌آوردند گشت.
بسیاری از مقامات کشوری و لشکری تصفیه شدند که مهمترینش فوکاس فرماندار نظامی پایتخت بود که با زهر خودکشی کرد و به دستور امپراتور جنازه اش را در چاه انداختند. اثری از خود به جای گذاشت به زبان سریانی در سه بخش که دو بخش نخست به صورت کامل به دست ما نرسیده است. هرچند احتمالاً بخش دوم را دیونیسوس رونویسی کرده است. بخش سوم شامل هفت کتاب که رویدادهای معاصر با خو د نویسنده از دوره ژوستینیان تا موریس را دربردارد، به دست آمده است.